# Windows 2.0
Windows 2.x je již nepodporovaný 16bitový operační systém s grafickým uživatelským rozhraním (GUI) vydaný jako nástupce systému Windows 1.0.

Pro běh systému byl vyžadován MS-DOS verze 3.0 nebo vyšší, 512 kB operační paměti nebo více, grafická karta, disketová mechanika a pevný disk.

## Windows 2.0
Windows 2.0 byly vydány 23. listopadu 1987. Tato verze již umožňovala vzájemné překrývání oken jednotlivých aplikací. Dále byly představeny nové funkce pro manipulaci s okny – tzv. minimalizace a maximalizace. V neposlední řadě byla sjednocena a vylepšena podpora klávesových zkratek (symbolizována podtrženým písmenem v nabídkách).
První verze aplikací Microsoft Word a Microsoft Excel pro Windows byly určeny právě pro Windows 2.0. Vývojářská podpora se podstatně zvýšila s touto verzí. V prosinci 1987 byly vydány Windows 2.03.

## Windows 2.1x
27. května 1988 byly vydány Windows/286 2.1 a Windows/386 2.1. Tyto verze byly navrženy tak, aby mohly využívat specifických vlastností procesorů Intel 80286 a Intel 80386. V březnu 1989 spatřily světlo světa Windows 2.11 a přinesly zejména změny ve správě paměti (drobnějšího charakteru), rychlejší tisk a řadiče postscriptu.

### Windows/286
Součástí tohoto systému byl ovladač HIMEM.SYS, který umožnil umístit část jádra systému Windows do prvních 64 KB paměti a uvolňuje tak přibližně 50 KB pro programy Windows. Rovněž byla přidána podpora pro několik karet EMS (zde se nejedná se o funkci přímo vztaženou k procesoru Intel 80286).

### Windows/386
Tato verze Windows byla mnohem pokročilejší než její předchůdci. Největším přínosem byla podpora chráněného režimu jádra, nad kterým běžely aplikace a rozhraní (GUI) jako samostatné úlohy ve virtuálním režimu 8086. To umožnilo běh několika aplikací pro systém DOS souběžně (místo toho, aby zůstávaly potlačeny v pozadí). Každá z běžících aplikací pro DOS mohla použít tolik konvenční paměti, kolik bylo dostupno před tím, než byl spuštěn systém Windows (bez několika kilobytů horní paměti). Aplikace pro Windows již mohly běžet paralelně díky kooperativnímu multitaskingu. Windows 386 také poskytovaly emulaci rozšířené paměti za využití vlastnosti správce paměti 80386 k tomu, aby se RAM nad 640 KB chovala jako rozšířená (prolomení hranice 640 KB) v minulosti podporovaná pouze přídavnými kartami a všeobecně používaná aplikacemi pro DOS (přepsáním souboru WIN200.BIN souborem COMMAND.COM bylo možné použít emulaci rozšířené paměti v operačním systému DOS bez spuštění grafického rozhraní Windows). Neexistovala zde virtuální disková paměť, takže všechny spuštěné aplikace se musejí vejít do dostupné fyzické paměti. Microsoft doporučil dokoupit přídavnou paměť pokud aplikacím často docházela volná operační paměť.
Ani jedna z těchto verzí nepracovala se správci paměti pracujícími v režimu DOS jako např. CEMM nebo QEMM ani s nástavbami systému, které byly vybaveny vlastním správcem paměti běžícím v chráněném režimu. Toto bylo opraveno ve verzi 3.0, která byla kompatibilní s VCPI ve standardním režimu a s DPMI v rozšířeném režimu 386. Windows 3.0 byly také schopny využívat modul pro přímý zápis do rozšířené paměti DWEMM, což umožnilo výrazně rychlejší a "hladší" chod grafického uživatelského rozhraní.

## Vydané verze

### Řádná vydání
| Verze    | Datum vydání     |
| -------- | ---------------- |
| 2.01/386 | září 1987        |
| 2.03     | 9. prosince 1987 |
| 2.03/386 | 9. prosince 1987 |
| 2.1/286  | 27. května 1988  |
| 2.1/386  | 27. května 1988  |
| 2.11/286 | 13. března 1989  |
| 2.11/386 | 13. března 1989  |

Různé verze Windows 2.x byly nahrazeny Windows 3.0 v květnu 1990.